# Brian Shawe-Taylor
Brian Shawe-Taylor (28. leden 1915, Dublin – 1. květen 1999, Dowdeswell) byl irský pilot Formule 1. I když se zúčastnil jen dvou Velkých cen v rámci mistrovství světa, patřil mezi časté aktéry závodů Formule 1 na britských ostrovech. Zpočátku jezdil na starších vozech různých značek, než si v roce 1936 koupil čistokrevný závodní automobil ERA.
Shawe Taylor pocházel z britsko-irské rodiny, navštěvoval školu v Shrewsbury a do Anglie se přestěhovali po smrti svého otce Franca Shawe Taylora v roce 1920. Před válkou studoval v německém Freiburgu německý jazyk. Ještě než narukoval do armády, dokázal zvítězit na okruhu Donington park v Nuffield Trophy. V roce 1948 se společně s Geoffem Ansellem vrátil na závodní dráhu znovu za volantem vozu ERA, na okruhu v Silverstone při Velké ceně Velké Británie.
O dva roky později stál na startu stejné Grand Prix a se stejným vozem, ale to už bylo v rámci mistrovství světa. Ačkoliv dva vozy ERA řízené Bobem Gerardem a Cuthem Harrisonem dokončily závod na šestém a sedmém místě, jeho stará ERA nestačila na kvalifikaci, přesto jméno Briana Shawe Tylora figurovalo na konečném desátém místě Velké ceny Velké Británie, když nastoupil do vozu Maserati, aby vystřídal svého přítele Joe Fry.
V roce 1951 koupil nový vůz ERA a zaznamenal výraznější úspěchy v národní šampionátu Formule 1. Dokázal zajet na čtvrtém místě v Goodwoodu za Reg Parnellem na Ferrari, baronem de Graffenriedem na Maserati a uřadujícím mistrem světa Farinou. Následující měsíc dosáhl Shawe Taylor nejlepšího výsledku celé své kariéry. Stalo se tak na okruhu Dundrod nedaleko Belfastu při Ulster Trophy, kde nestačil pouze na tovární Alfu Romeo Giuseppe Fariny a Parnellův Ferrari Thinwall special. Neodmítl ani nabídku Georgese Abecassise na místo druhého pilota v Aston Martin při závodě 24 hodin v Le Mans a dokázali dosáhnout na páté místo. I když ERA značně zaostávala za italským vozy, Shawe Taylor dokázal zajet 8. místo v Silverstone při GP Velké Británie 1951, jejímž vítězem se stal Gonzalez na Ferrari.
Shawe Taylor ukončil svou kariéru tři měsíce po závodě v Goodwoodu po nešťastné nehodě ve druhém kole, kdy se srazil s Maserati Tony Branca. Zůstal v nemocnici několik týdnů. Po propuštění do domácího ošetření se Brian znovu učil chodit, ale do závodního vozu se již nemohl vrátit. Společně se svým starším bratrem Desmondem, známým hudebním kritikem, upravoval závodní vozy ve svém domě až do svého odchodu do penze v 65 letech.

## Vítězství
- 1939 Nuffield Trophy

## Formule 1
- 1950 bez bodů
- 1951 bez bodů

- 2 Grand Prix
- 0 vítězství
- 0 pole positions
- 0 nejrychlejších kol
- 0 bodů
- 0 x podium

## Nejlepší umístění na mistrovství světa F1
- 1951 8. místo Grand Prix Velké Británie